# 小木村
小木村（こきむら）は、愛知県西春日井郡にかつて存在した村である。

## 歴史
- 1889年（明治22年）10月1日、町村制施行により西春日井郡小木村と藤島村が合併し小木村が発足[1]。
- 1900年（明治33年）7月16日、熊之庄村の一部（薬師寺）と小木村の一部（藤島）が合併し、五条村が発足[1]。
- 1906年（明治37年）7月16日、西春日井郡五条村、尾張村、多気村と合併し、北里村が発足した[1]。